# Sokrates Kapsaskis
Sokrates Kapsaskis (griechisch Σωκράτης Καψάσκης Sokrátis  Kapsáskis, * 19. Februar 1928 auf Zakynthos; † 28. August 2007) war ein griechischer Lyriker, Filmregisseur und Übersetzer.
Kapsaskis lebte ab seinem 10. Lebensjahr bei seinem Großvater. Dort lernte er die Lyriker Takis Sinopoulos, Giorgos Pavlopoulos und Gavriel Pentzikis kennen und veröffentlichte gemeinsam mit ihnen Gedichte, Essays und Übersetzungen. Er beteiligte sich am Griechischen Bürgerkrieg und ging dann nach Athen. Dort erschienen einige seiner Gedichte in der Kunstzeitschrift O Eonas Mas, und er veröffentlichte die Gedichtbände Aesthesis (1953) und Efimerida (1955).
1954 heiratete er und ging mit seiner Frau nach Paris, um Regie am Institut des hautes études cinématographiques zu studierten. 1956 kehrte er nach Athen zurück und drehte dort bis 1966 vierzehn Spielfilme. 1992 wurde er für seine Übersetzung von James Joyce’ Ulysses mit dem Prix Aristeion für bedeutende Beiträge zur zeitgenössischen Literatur und beispielhafte Übersetzung zeitgenössischer Literatur ausgezeichnet. Kapaskis ist der Vater der Filmproduzentin Andrea Gabriella Kapsaski und Onkel des Regisseurs Spyros Kapsaskis sowie Großvater der Regisseurin Selene Kapsaski und der Schauspielerin Rahel Kapsaski.

## Filmographie
- O zestos minas Avgoustos, 1966
- Peraste tin proti tou minos, 1965
- Pikri zoi, 1965
- Dipsa gia zoi, 1964
- Exotikes vitamines, 1964
- O telefteos pirasmos, 1964
- Kazanovas, 1963
- O tavromachos prochorei!.., 1963
- Astronaftes, 1962
- I gabri tis Eftyhias, 1962
- Agapi ke thyella, 1961
- I Liza toskase, 1961
- Erotikes istories, 1959
- Mia laterna, mia zoi, 1958

## Quelle
- Sokrates Kapsaskis bei IMDb

| Personendaten    | Personendaten                                      |
| ---------------- | -------------------------------------------------- |
| NAME             | Kapsaskis, Sokrates                                |
| ALTERNATIVNAMEN  | Kapsáskis, Sokrátis; Kapsaskēs, Sōkratēs           |
| KURZBESCHREIBUNG | griechischer Lyriker, Filmregisseur und Übersetzer |
| GEBURTSDATUM     | 19. Februar 1928                                   |
| GEBURTSORT       | Zakynthos                                          |
| STERBEDATUM      | 28. August 2007                                    |